# Nürnberški kodeks
Nürnberški kodeks (nemško Nürnberger Kodex) je sklop raziskovalnih etičnih načel o poskusih na ljudeh, ki ga je leta 1947 v okviru nürnberških procesov ob koncu druge svetovne vojne zapisalo sodišče v sojenju zdravnikom (ZDA proti Brandtu).

## Ozadje
Kodeks izvira iz nemške politike pred drugo svetovno vojno, zlasti v tridesetih in štiridesetih letih 20. stoletja. Predvojno Nemško zdravniško združenje je veljalo za napredno in demokratično združenje, ki si je zelo prizadevalo za javno zdravje, npr. z zakonodajo o obveznem zdravstvenem zavarovanju za nemške delavce. Od sredine dvajsetih let pa so javnost in zdravstvena družba nemške zdravnike, običajno zagovornike rasne higiene, začeli obtoževati neetične zdravstvene prakse. Izvajanje rasne higiene je podpirala nemška vlada, da bi promovirala arijsko raso. Skrajneži rasne higiene so se povezali z nacionalsocialisti in spodbujali uporabo biologije za doseganje rasne čistosti, osrednjega koncepta nasionalistične ideologije. Zdravniki, ki jih je pritegnila znanstvena ideologija, so leta 1929 sodelovali pri ustanovitvi Nacionalsocialistične zveze zdravnikov, da bi »nemško zdravniško skupnost očistili judovskega boljševizma«. Kritike so postajale vse pogostejše; Alfons Stauder, član rajhovskega zdravstvenega urada, je trdil, da »dvomljivi poskusi nimajo nobenega terapevtskega namena«, kritikam pa se je pridružil tudi Friedrich von Müller, zdravnik in predsednik Nemške akademije.
Kot odgovor na kritiko neetičnih poskusov na ljudeh je vlada Weimarske republike izdala »Smernice za novo zdravljenje in poskuse na ljudeh«. Smernice so temeljile na dobronamernosti in neškodljivosti, poudarjale pa so tudi pravno doktrino o informiranem soglasju. Jasno so razlikovale med terapevtskimi in neterapevtskimi raziskavami. V terapevtske namene so dovoljevale zdravljenje brez soglasja le v nujnih primerih, v neterapevtske namene pa je bilo kakršno koli zdravljenje brez soglasja strogo prepovedano. Adolf Hitler je weimarske smernice razveljavil. Do leta 1942 je več kot 38.000 nemških zdravnikov vstopilo v nacistično stranko in sodelovalo pri izvajanju zdravstvenih programov, kakršen je bil npr. Zakon o sterilizaciji.
Po drugi svetovni vojni so potekala številna sojenja, na katerih so članom nacistične stranke sodili za številne vojne zločine. Procese je 2. maja 1945 odobril predsednik Harry Truman, vodile pa so jih Združene države Amerike, Velika Britanija in Sovjetska zveza. Začeli so se 20. novembra 1945 v Nürnbergu v Nemčiji s tako imenovanimi Nürnberškimi procesi. Na sojenju ZDA proti Brandtu, ki je postalo znano kot »sojenje zdravnikom«, so sodili nemškim zdravnikom, ki so med vojno izvajali neetične zdravstvene postopke na ljudeh. Osredotočili so se na zdravnike, ki so izvajali nečloveške in neetične poskuse na ljudeh v koncentracijskih taboriščih, ter tiste, ki so sodelovali pri več kot 3.500.000 sterilizacijah nemških državljanov.
Več obtoženih je trdilo, da se njihovi poskusi le malo razlikujejo od tistih, ki so jih izvajali pred vojno, in da ni zakona, ki bi razlikoval med dovoljenimi in nedovoljenimi poskusi. To je skrbelo dr. Andrewa Ivyja in dr. Lea Alexandra, ki sta med sojenjem sodelovala s tožilstvom. Dr. Alexander je aprila 1947 ameriškemu svetovalcu za vojne zločine predložil memorandum, v katerem je zapisal šest točk o dovoljenih medicinskih raziskavah.
Zgodnja različica kodeksa, imenovana Memorandum, ki je določala, da je za poskuse na ljudeh potrebno izrecno pristovoljno soglasje pacientov, je bila pripravljena 9. avgusta 1947. 20. avgusta 1947 so sodniki izrekli sodbo zoper Karla Brandta in 22 drugih oseb. V sodbi so ponovili točke Memoranduma in v odgovor zdravstvenim izvedencem tožilstva prvotnih šest točk Memoranduma spremenili v deset točk. Teh deset točk je postalo znanih kot Kodeks, ki vključuje načela, kot sta informirano soglasje in odsotnost prisile; pravilno načrtovanje znanstvenih poskusov ter dobronamernost do preiskovancev. Ta načela naj bi temeljila predvsem na Hipokratovi prisegi, ki so jo razlagali v smislu podpiranja eksperimentalnega medicinskega pristopa ob hkratni zaščiti bolnika.

### Polemika o avtorstvu
Kodeks je bil sprva prezrt, vendar je približno 20 let po nastanku pridobil veliko večji pomen. Posledično so se pojavile izrazito nasprotujoče si trditve o nastanku kodeksa. Nekateri so trdili, da je avtor Harold Sebring, eden od treh ameriških sodnikov, ki so vodili sojenje zdravnikom. Za avtorja sta bila razglašena tudi doktor Leo Aleksander in doktor Andrew Ivy, glavna medicinska izvedenca tožilstva. V svojem pismu Mauriceu H. Pappworthu, angleškemu zdravniku in avtorju knjige Human Guinea Pigs (Človeški poskusni zajci), je Andrew Ivy zahteval izključno avtorstvo Kodeksa. Približno 30 let po sojenju je izključno avtorstvo zahteval tudi Leo Alexander. Po natančnem branju zapisnika zdravniškega sojenja, referenčnih dokumentov in pravnomočnih sodb se je uveljavilo stališče, da je avtorstvo deljeno in da je Kodeks zrasel iz samega sojenja.

## Deset točk Nürnberškega kodeksa
Deset točk kodeksa je navedenih v oddelku sodbe z naslovom »Dovoljeni medicinski poskusi«:

1. Nujno potrebna je prostovoljna privolitev preiskovanca.
2. Poskus mora biti tak, da bo prinesel koristne rezultate v dobro družbe, ki jih ni mogoče pridobiti z drugimi metodami ali sredstvi proučevanja in ki niso naključni in nepotrebni.
3. Poskus mora temeljiti na rezultatih poskusov na živalih in poznavanju naravnega poteka bolezni ali drugega proučevanega problema ter mora biti zasnovan tako, da bodo pričakovani rezultati upravičili izvedbo poskusa.
4. Poskus je treba izvesti tako, da se preprečijo vse nepotrebno telesno in duševno trpljenje in poškodbe.
5. Noben poskus se ne sme izvesti, če obstaja apriorni razlog za domnevo, da bo prišlo do smrti ali poškodbe, ki bo povzročila invalidnost, razen morda tistih poskusov, pri katerih so zdravniki raziskovalci tudi preiskovanci.
6. Stopnja tveganja, ki jo je treba sprejeti, ne sme nikoli preseči stopnje, ki jo določa humanitarni pomen problema, ki ga je treba s poskusom rešiti.
7. Poskrbeti je treba za ustrezno pripravo in zagotoviti ustrezne prostore, da se preiskovanca zaščiti tudi pred manj verjetnimi tveganji za poškodbo, invalidnost ali smrt.
8. Poskus naj izvajajo samo znanstveno usposobljene osebe. V vseh fazah poskusa je treba od tistih, ki ga izvajajo ali sodelujejo pri njem, zahtevati najvišjo stopnjo usposobljenosti in skrbnosti.
9. Med potekom poskusa mora imeti preiskovanec možnost, da ga konča, če je dosegel telesno ali duševno stanje, ko se mu zdi nadaljevanje poskusa nemogoče.
10. Med potekom poskusa mora biti odgovorni znanstvenik pripravljen poskus v kateri koli fazi končati, če ima verjeten razlog za mnenje, da bo ob dobronamernem ravnanju, vrhunski usposobljenosti in skrbni presoji, ki se od njega zahtevajo, nadaljevanje poskusa verjetno povzročilo poškodbo, invalidnost ali smrt preiskovanca.

## Pomen
Kodeksa ni kot zakon sprejela nobena država, prav tako pa ga kot uradne smernice ni sprejelo nobeno združenje. Ameriško zdravniško združenje sprva ni bilo naklonjeno sklicevanju Kodeksa na Hipokratovo dolžnost do posameznega bolnika in potrebo po zagotavljanju informacij. Katz ugotavlja, da je zahodni svet Nürnberški kodeks sprva zavrnil kot »kodeks za barbare, toda nepotreben (ali odveč) za običajne zdravnike.« Poleg tega v končni sodbi ni bilo določeno, ali je treba Kodeks uporabljati pri primerih, kot so politični zaporniki, obsojeni prestopniki in zdravi prostovoljci. Pomanjkanje jasnosti, brutalnost neetičnih medicinskih poskusov in brezkompromisni jezik Kodeksa so ustvarili podobo, da je namenjen le skrajno hudim prestopkom.
Po mnenju nekaterih pa Kodeks velja za najpomembnejši dokument v zgodovini etike kliničnega raziskovanja, ki je izjemno vplival na globalne človekove pravice. V Ameriki sta Kodeks in z njim povezana Helsinška deklaracija osnova za 46. del 45. naslova Kodeksa zveznih predpisov, ki so predpisi Ministrstva za zdravje in socialne zadeve Združenih držav Amerike za etično ravnanje s preiskovanci in se uporabljajo v institucionalnih revizijskih odborih (IRB – institutional revision boards). Leta 1966 so Združeni narodi sprejeli Mednarodni pakt o državljanskih in političnih pravicah, ki naj bi veljal od 23. marca 1976. Sedmi člen strogo prepoveduje izvajanje medicinskih ali znanstvenih poskusov brez prostovoljne privolitve. Do septembra 2019 je k paktu pristopilo 173 držav pogodbenic.
Gaw v svojem pregledu iz leta 2014 ugotavlja, da Kodeks »ni le vstopil v pravni prostor, temveč je postal tudi prototip vseh prihodnjih kodeksov etičnega ravnanja po vsem svetu.« Zamisel o prostovoljnem ali informiranem soglasju je bila tudi podlaga za Mednarodne etične smernice za biomedicinske raziskave na ljudeh, ki jih je predlagala Svetovna zdravstvena organizacija. Leta 2017 je pomemben pregled objavila tudi Medicinska univerza na Dunaju, ki je pripravila simpozij »Medicinska etika v sedemdesetih letih po Nürnberškem kodeksu: od leta 1947 do danes«. Predsednik in rektor Markus Müller je v uvodu zapisal, da Kodeks »pomeni enega najpomembnejših mejnikov v zgodovini medicine, saj so z njim prvič zagotovili ustrezen okvir za raziskave na ljudeh. Žal ta mejnik ni bil prostovoljni, previdnostni ukrep, ki bi izhajal iz prosvetljenega človeštva, temveč je nastal šele po strašnih nacističnih grozotah. Nürnberški kodeks je po svojem nastanku prinesel bogate sadove na več pravnih področjih in postal temelj kliničnih raziskav in bioetike.«